# Харёнки (Свердловская область)
Харёнки (Старые Харёнки) — деревня в Пригородном районе Свердловской области России. Входит в муниципальный округ Горноуральский, управляется Висимской территориальной администрацией. Ранее входила в состав Усть-Уткинского сельсовета Пригородного района.
Расположена на берегу уральской реки Чусовой.

## Географическое положение
Харёнки расположены в живописной лесной и горной местности, среди покрытых лесом вершин хребта Весёлые горы, на обоих берегах Чусовой, выше устья правого притока реки Королёвки, на территории природного парка «Река Чусовая». Деревня находится в 62 километрах (по автодороге в 85 километрах) к западо-юго-западу от города Нижнего Тагила. Ближайшая станция Харёнки Свердловской железной дороги расположена в 24 километрах от деревни, в посёлке Колпаковка Шалинского района.
Деревня является эксклавом Пригородного района и муниципального округа Горноуральский — со всех сторон её окружает территория города Нижнего Тагила (как административно-территориальной единицы) и муниципального округа город Нижний Тагил сответственно.
В окрестностях деревни на реке Чусовой располагаются многочисленные скалы, в том числе геоботанические природные памятники — Камень Дождевой, Омутной Камень и Дыроватый Камень. Деревня расположена в 162 километрах от турбазы «Чусовая» в селе Слобода и в 7 километрах ниже по течению деревни Усть-Утка.

## История
Деревня возникла в 1760 году, была основана при торговой пристани ныне заброшенной деревни Кашки. Название произошло от имени первого поселенца крестьянина Харитона, жившего когда-то в этих местах и имевшего много детей, которых называли харёнками. По местным легендам, он долгое время жил здесь один, затем к нему подселились Чудиновы из Чусовских городков, затем Пермяковы из села Комасина, а Долматовы пришли позже всех из-за Тагила. В XVIII—XIX веках в Харёнках стояли причальные столбы для барок, которые иногда останавливались здесь на ночлег или ремонт. Жители работали на пристани в деревни Кашка.
Жители деревни до 1917 года занимались лесозаготовками, углежжением, обслуживали сплавы. В 1930-е годы был образован колхоз «Красный пахарь», в котором работали жители из Ёквы и Пермякова. В одном из домов деревни размещалась турбаза «Чусовая» в советское время.
В советское время население Харёнок достигало двух тысяч человек, но в 1990-е годы деревня почти вымерла. Тогда в ней оставалось лишь несколько жилых домов. В дальнейшем она превратилась в дачный и коттеджный посёлок, где находятся коттеджи ряда известных людей Урала.

## Инфраструктура
До деревни можно добраться на автобусе из Нижнего Тагила.

## Достопримечательности
- Перед деревней по реке Чусовой на небольшой скале Камень Харёнки стоит православный храм Андрея Критского[5].
- На острове посреди Чусовой при подходе к деревне со стороны реки установлен памятник Акинфию Демидову. Он изображён сидящим на коне. На памятнике надпись «Акинфию Демидову благодарные потомки». Автор памятника — скульптор Константин Грюнберг[3].
- В деревне установлена памятная стела с барельефом в честь единения России.
- Перед Камнем Харёнки почти вплотную к Чусовой подходит автомобильная дорога и с реки видно красивую мраморную стелу при въезде в деревню. На стеле изображён лось.

## Население
| 2002 | 2010 | 2021 |
| ---- | ---- | ---- |
| 3    | ↗16  | ↘13  |